# Sinh học tiến hóa
Sinh học tiến hoá (tiếng Anh: evolutionary biology) là ngành học nghiên cứu tổ tiên, hậu duệ cũng như quá trình phát triển của các chủng loài theo thời gian. Những phát triển gần đây trong lĩnh vực xác định trình tự gen và sự phổ biến các máy tính tốc độ cao cho phép các nhà nghiên cứu theo dõi sự tiến hoá của các loài dựa trên những thay đổi trong trình tự DNA. Tiến hóa học máy tính (Computational Evolutionary Biology, CEB) đã ra đời trước kỷ nguyên hệ gene học (genomics) nghiên cứu xây dựng các mô hình tính toán quần thể và sự biến thiên của chúng theo thời gian. Tiến hóa chính là sự phát triển cơ thể để thích nghi trong cuộc sống.

## Hình ảnh

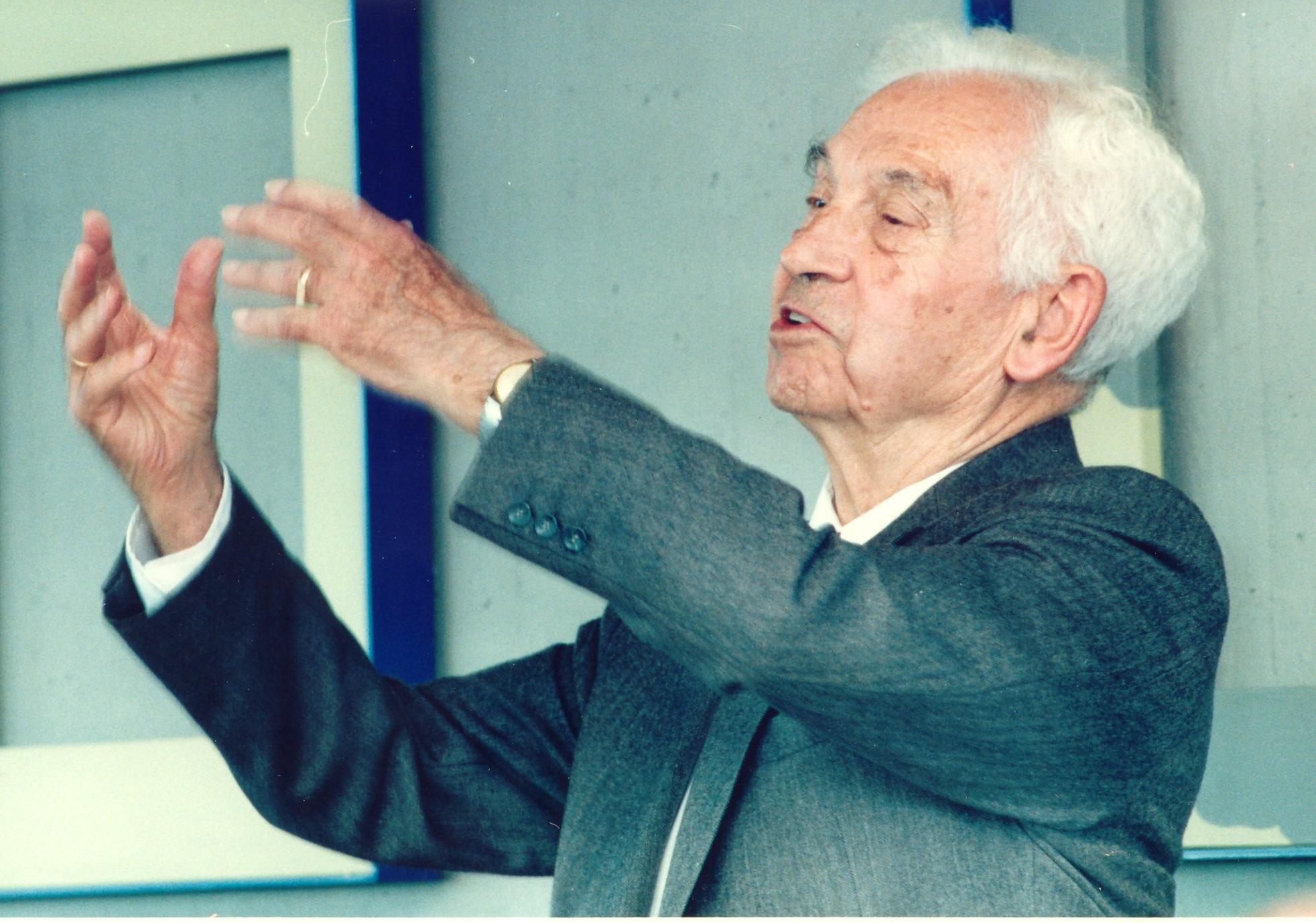

- Tập tin:Tập